# القوباء الفقاعية
{{#unlinkedwikibase:id=Q4997014}}

القوباء الفقاعية هي عدوى بكتيرية جلدية تؤدي إلى تكوين بثور كبيرة. غالبًا ما يزداد عددها مع مرور الوقت، وعندما تنفجر تترك قشرة صفراء. قد تكون مؤلمة أو مثيرة للحكة. غالبًا ما تتأثر المناطق التي يحتك فيها الجلد، مثل الفخذ. قد تشمل الأعراض الأخرى الحمى أو تضخم العقد اللمفاوية. قد تشمل المضاعفات تقرح الجلد، المعروف باسم الإكثيما.
سببها بكتيريا المكورات العنقودية الذهبية التي تنتج سموماً محددة تعطل الاتصالات بين الخلايا في الطبقة العليا من الجلد. إنها معدية وتنتشر من خلال الاتصال الوثيق. غالبًا ما يعتمد التشخيص على الأعراض والفحص، مع التأكيد بواسطة مزرعة بكتيرية. قد تكون الخزعة مفيدة في الحالات غير الواضحة.
يكون العلاج عمومًا بواسطة المضادات الحيوية عن طريق الفم مثل سيفاليكسين، أموكسيسيلين/كلافولانات، أو دوكسيسيكلين. تكون النتائج جيدة عمومًا ويتوقع الشفاء في غضون 3 أسابيع؛ إلا أن هناك حالات من مضاعفات الحمى القرمزية، متلازمة الجلد المسلوخ العنقودي (SSSS)، أو مشاكل في الكلى، وخاصة التهاب كبيبات الكلى ما بعد العقديات.
القوباء الفقاعية شائعة نسبيًا، وتمثل حوالي 3% من الطفح الجلدي عند الأطفال. تشكل 30% من حالات القوباء، بينما تشكل القوباء غير الفقاعية النسبة المتبقية وهي 70%. تحدث معظم الحالات عند الأطفال دون سن الثانية. عندما تحدث عند البالغين، يجب إجراء اختبار لضعف المناعة، بما في ذلك فيروس نقص المناعة البشرية/الإيدز.

## العلامات والأعراض
يمكن أن تظهر القوباء الفقاعية حول منطقة الحفاض، الإبط، أو الرقبة. تسبب البكتيريا إنتاج سم يقلل من التصاق الخلايا ببعضها (يؤثر على قدرة الخلايا على الالتصاق)، مما يتسبب في انفصال الطبقة العليا من الجلد (البشرة) عن الطبقة السفلية (الأدمة). تتسع الحويصلات بسرعة وتشكل البثور التي تكون عبارة عن بثرة يزيد عرضها عن 5 ملم. البثور معروفة أيضًا باسم متلازمة الجلد المسلوخ العنقودي. تشمل الأعراض الأخرى للعدوى الحكة، وتورم الغدد القريبة، والحمى والإسهال ويكون الألم نادر جدًا.[بحاجة لمصدر]
بمجرد سقوط القشور على البثور، تكون نسبة حدوث الندوب المزمنة ضئيلة. قد تشمل الآثار طويلة المدى المحتملة أمراض الكلى.

القوباء الفقاعيةالقوباء الفقاعية
القوباء الفقاعيةالقوباء الفقاعية
القوباء الفقاعيةالقوباء الفقاعية
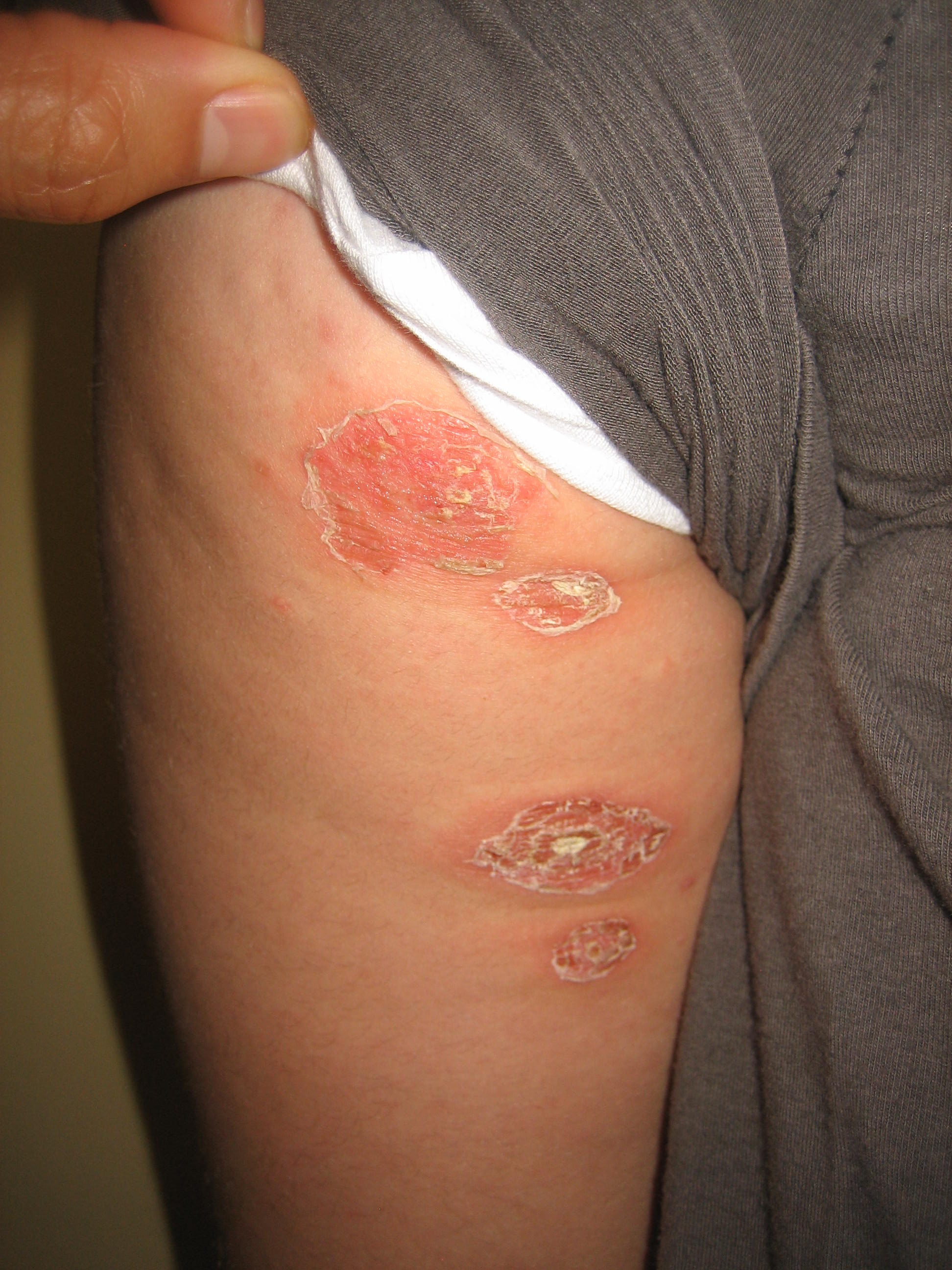
القوباء الفقاعية على الذراع
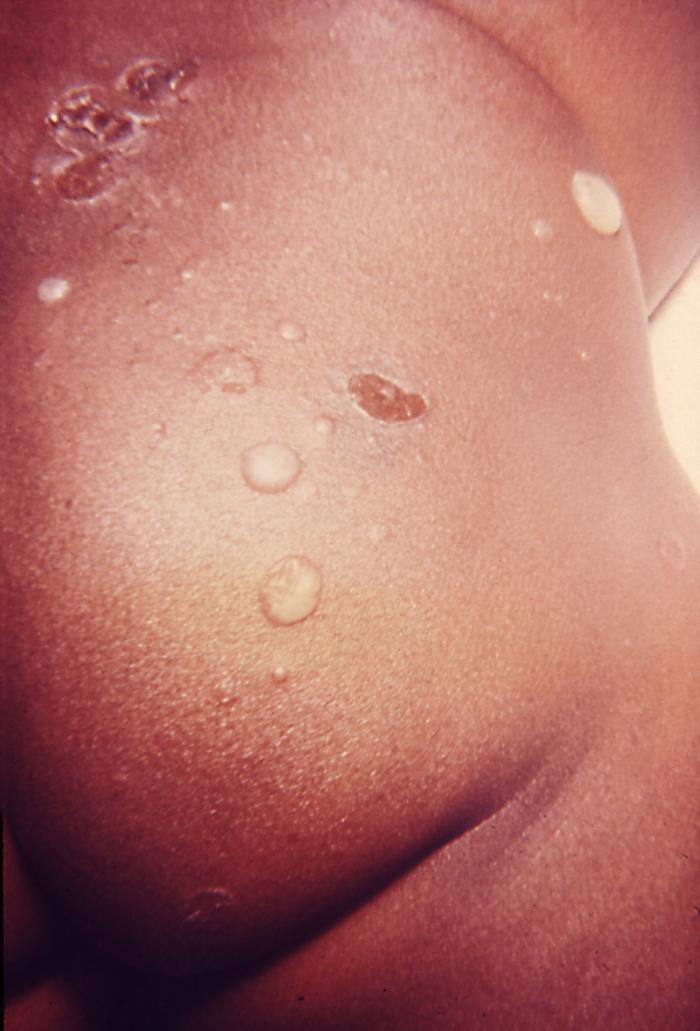
القوباء الفقاعية

## السبب
أجنحة المستشفيات ودور الحضانة من أكثر الأماكن شيوعاً للتعرض للعدوى، ويمكن أن تنتقل العدوى من شخص لآخر في ظروف أخرى، مثل الأنشطة الرياضية التي تتطلب اتصالًا وثيقًا. لذلك، يُنصح المريض بمحاولة الحد من الاتصال بالأخرين قدر الإمكان لتقليل خطر انتشار العدوى.

### فترة العدوى
بعد 48 ساعة، يعتبر المرض غير معدٍ بافتراض إعطاء العلاجات المضادة للبكتيريا المناسبة.

## آلية حدوث المرض
السموم المزيلة للقشرة هي بروتياز السيرين التي ترتبط على وجه التحديد بـ ديسموغلين 1 (Dsg1) وتؤدي لانشقاقه. الدراسات السابقة تفترض أن السموم المزيلة للقشرة ترتبط بالغانغليوسيدات، مما يسبب إطلاق البروتياز من قبل الخلايا الكيراتينية التي تعمل كمستضدات فائقة في تحفيز جهاز المناعة في الجلد. بينما ينص افتراض أحدث على وجود ثلاثة سموم معروفة مزيلة للقشرة؛ ETA و ETB و ETD التي تعمل كبروتياز سيرين خاص بحمض الغلوتاميك تتمتع بخصوصية مركزة. مما يؤدي إلى انشقاق Dsg1 البشري في موقع فريد بعد بقايا حمض الغلوتاميك مما يسبب تعطيل عمله. يساهم التحلل البروتيني للرابطة الببتيدية المؤدي لتعطيل Dsg1 والديسموسوم في تفسير سبب تكون البثور، مما يجعل الرابطة الببتيدية لازمة لعمل Dsg1.[بحاجة لمصدر]

### المكورات العنقودية الذهبية
مكورات إيجابية الجرام غير متحركة مولدة للصديد تتشكل في عناقيد تشبه العنب. ومثل غيرها من من المكورات العنقودية، تمتلك المكورات العنقودية الذهبية مجموعة متنوعة من عوامل الضراوة التي تشمل البروتينات السطحية التي تؤثر في الالتصاق، وإفراز الإنزيمات التي تحلل البروتينات، وإفراز السموم التي تضر بخلايا المضيف.[بحاجة لمصدر]
تظهر على سطح المكورات العنقودية الذهبية مستقبلات للفيبرينوجين، والفيبرونكتين، والفيترونكتين. تسمح هذه المستقبلات السطحية بتكوين جسر يتصل بالخلايا البطانية للمضيف. تسمح الليبازات بتحلل الدهون على سطح الجلد ويرتبط ظهورها بصورة مباشرة بقدرة البكتيريا على إحداث الخراجات.

## التشخيص
ملاحظة المظهر الخارجي للجلد، أو أخذ مسحة من الإصابة وعمل مزرعة للكشف عن المكورات العنقودية الذهبية. من الضروري أخذ مسحات أنفية من أفراد العائلة المباشرين للمريض لتحديد ما إذا كانوا حاملين للبكتيريا في أنسجة الأنف بدون أعراض.[بحاجة لمصدر]

### علم الأنسجة
تتكون البشرة من أربع طبقات، الطبقة القاعدية، الطبقة الشائكة، الطبقة الحبيبية، والطبقة القرنية.
يمكن العثور على مستوى الانشقاق إما تحت الطبقة القرنية أو داخل الطبقة الحبيبية العليا. يتكون سقف البثرة من طبقة قرنية متقرنة بطريقة غير طبيعية، ويتشكل القاع من خلايا كيراتينية، والتي قد تكون أو لا تكون انحلالية. تبدأ الخلايا المتعادلة في ملء البثرة. يتم إنتاج السموم بواسطة المكورات العنقودية الذهبية وتستهدف الديسموغلين، وهو جزيء التصاق الخلية مع جارتها في كل ديسموسوم يوجد في المستويات العليا من البشرة. هذا يتوافق مع وجود البثور تحت الطبقة القرنية.

### الأشكال الأخرى غير الشائعة
- الحمامى متعددة الأشكال
- الذئبة الحمامية الجهازية
- متلازمة ستيفنز جونسون
- الفقاع الشائع

### تشخيصات أخرى بنفس الأعراض
- فيروس الورم الحليمي البشري
- لدغات الحشرات
- الحروق
- الهربس البسيط 1/2

## الوقاية
نظرًا لأن مسببات الأمراض الشائعة المرتبطة بالقوباء هي بكتيريا توجد بشكل طبيعي على الجلد، فإن معظم طرق الوقاية (خاصة عند الأطفال) تستهدف النظافة المناسبة، وتنظيف الجروح، وتقليل الحك (أي من خلال الحفاظ على الأظافر مقلمة وقصيرة). يوصى أيضًا بتجنب الاتصال القريب ومشاركة الأشياء مثل المناشف مع الأفراد المحتمل إصابتهم.[بحاجة لمصدر]

## العلاج
تعتبر كريمات المضادات الحيوية هي العلاج المفضل للحالات البسيطة من القوباء، على الرغم من أن امتصاص الجسم لها محدود. تشمل هذه المراهم الموصوفة نيوسبورين، حمض الفيوسيديك، كلورامفينيكول وموبيروسين. ومع ذلك، فإن الحالات الأكثر حدة من القوباء (خاصة القوباء الفقاعية) ستتطلب على الأرجح مضادات حيوية عن طريق الفم ذات توافر حيوي أفضل في الجسم، مثل سيفاليكسين. الحالات التي لا تستجيب للعلاج الأولي بالمضادات الحيوية أو تتطلب دخول المستشفى قد تعني أيضًا عدوى المكورات العنقودية الذهبية المقاومة للميثيسيلين (MRSA)، مما يتطلب استخدام مضادات حيوية قادرة على وجه التحديد على علاجها، مثل كليندامايسين.[بحاجة لمصدر]
يستمر العلاج بالمضادات الحيوية عادة 7-10 أيام، وعلى الرغم من فعاليتها العالية، قد تتطلب بعض حالات المكورات العنقودية الذهبية المقاومة للميثيسيلين (MRSA) علاجًا أطول بناءً على شدة العدوى ومدى انتشارها.

## روابط خارجية
قالب:RTT